# Stipan Kopilović (nogometaš)
Stipan Kopilović je bio srbijanski nogometaš iz Subotice, rodom bački Hrvat. Smatra ga se jednim od dvadeset Spartakovih najboljih igrača svih vremena. Bio je je jednim od najpouzdanijih obrambenih igrača.
Za vrijeme mađarske vlasti u Subotici morao je pomađariti prezime pa je nastupao pod prezimenom Koppany.
Na prvoj godišnjoj skupštini nogometnog kluba Spartak 6. siječnja 1946., izabran je u upravu za tajnika. 
Igrao je u sastavu subotičkog Spartaka koji je izborio sudjelovanje u prvenstvu Jugoslavije 1946./47. bio je: Pajo Šimoković, Ivan Bogešić, Miroslav Beleslin, Lajčo Jakovetić, Ivan "Janko" Zvekanović, Gojko Janjić, Ilija Vorgučin, Ladislav Tumbas, Stipan "Pipko" Kopilović, Jóska Takács i Josip Prćić. Trener im je bio Aleksandar Zvekan.
U Spartaku je odigrao 141 utakmicu u prvoj ligi i prema tom je kriteriju drugi po broju prvoligaških utakmica za Spartak, iza Miloša Glončaka.
Nakon Spartaka igrao je u beogradskom Partizanu.
Poslije je u Spartaku radio kao trener.
U Subotici se od 2006. održava memorijalni turnir koji nosi ime njemu u čast, Memorijal